# Mihai Eminescu
Mihai Eminescu (IPA [mi'hai emi'nesku], Botosán, 1850. január 15. – Bukarest, 1889. június 15.) eredeti nevén Mihail Eminovici, a legismertebb román költő. Költészetét képalkotó erő és a költői formaművészet megújítása jellemzi. Életműve döntő hatással volt a modern román nyelv kialakulására, a költői nyelv fejlődésére. Írt szépprózát, színműveket, a román sajtó egyik legkiemelkedőbb írója volt.

## Élete és munkássága

### Korai évek
Mihai Eminescu Botosánban született: szüleinek tizenegy gyermeke közül ő volt a hetedik. Apja Gheorghe Eminovici, az osztrák fennhatóságú Bukovinából származott, s mint román parasztok gyereke, jelentéktelen kisbojári tisztségeket viselt, anyja Raluca Jurașcu, bojárcsaládból származott.
A kutatások szerint Eminescu felmenői Magyarországról, a Bánátból való románok voltak, a család gyökereit 1675-ig lehetséges ezen a vonalon visszavezetni. Egyik 18. századi felmenője, Iovul Iminovici pópa volt Erdélyben, Balázsfalván. Innen vándorolt ki aztán a költő nagyapja, Vasile Imovici Bukovinába körülbelül 1811 után. Fia, a költő apja, Gheorghe még a Habsburg Birodalomban született, majd munkája révén átkerült az akkor még az Oszmán Birodalom hűbéresének számító, de már lassacskán felszabaduló Moldvai Fejedelemségbe.
Létezik egy, viszonylag gyenge lábakon álló hipotézis, miszerint Eminescu apai dédapja egy svéd lovassági tiszt lett volna, aki XII. Károllyal érkezett Moldvába, a poltavai vereség után és végül itt is telepedett le.
Eminescu gyerekkorát szülővárosában és Ipotești-ben, a szülői házban és a környékén, teljes szabadságban, emberek iránt érzett barátságban és a természet iránt érzett szeretettel töltötte. Ezeket az időket idézi fel nosztalgikusan verseiben:
| „                                                  | Erdőkön át bolyongtam mint egy gyermek, Sok forrás partján dőltem el hanyatt, S, hogy jobban halljam, habjuk mint pereg, Tarkóm alá csúsztattam jobbomat. Álmos szagot lehelt a rengeteg, és ágról ágra halk szellő szaladt, Lengvén lágy hangok hullámos vizén, Éjt éjten át ott időztem én. | ” |
| – Erdőkön át bolyongtam (Szemlér Ferenc fordítása) | |   |

Eminescu apja gyerekei számára a társadalmi ranglétra magasabb fokát álmodta meg, elképzeléseit ellentmondást nem tűrve hajtotta végre: a lányoknak, mivel nekik szerinte a háztartásban van a helyük, semmiféle szellemi nevelés nem járt, csak jó hozomány; a fiúknak semmiféle vagyon nem járt, mivel azt maguk is megszerezhetik, ha alapos a műveltségük és jól nősülnek.

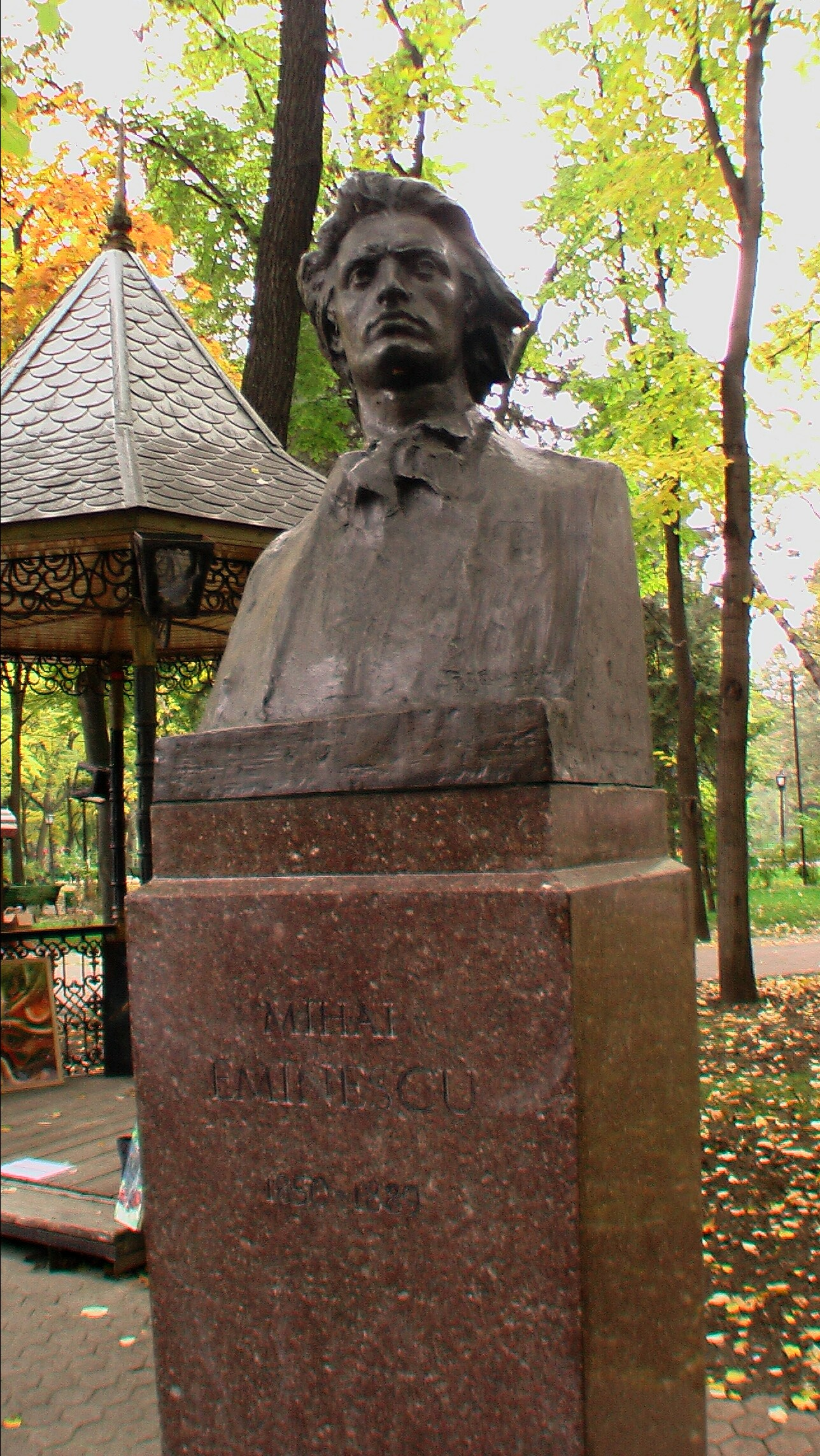
Mihai Eminescu (Chișinău, Moldova)

1858-ban Mihai, akárcsak a többi fiútestvére, csernyivci „nemzeti felsőiskolában” kezdte tanulmányait, így nevezték akkoriban az ortodox iskolát. Itt járta ki az első négy osztályt, és az ott tanuló 82 diák közül tanulmányi eredményei alapján az ötödik helyen állt. Aron Pumnul tanárnál lakott koszt-kvártélyban. 1860 őszén a k. k. főgimnázium I. osztályába kerül. A gimnázium szigorú szabályait nehezen viselő Mihai tanulmányi eredményei leromlottak, különösen matematikából. Az iskolából többször is hazaszökött, ami miatt osztályt is kellett ismételnie, apja azonban mindig visszavitte Csernyivcibe. 1863. április 17-étől, a húsvéti vakáció után, az apja is belátta, hogy Mihainak nem való a szigorú iskola, és mint magántanulót saját szárnyaira bocsátotta.
Feljegyzések maradtak arról a tényről is, hogy a család súlyos anyagi gondokkal küzdött: Mihai a vizsgadíjakat nem tudta kifizetni, 1868 őszén levelet írt a Közoktatási Minisztériumnak, amelyben ösztöndíjat kér, azonban elutasították. 1864 tavaszán, miután abbahagyta az iskolát, a Tardini-Vlădicescu vándorszíntársulathoz szegődött. 1865-ben újra folytatta tanulmányait 1866-ig. Időközben több hivatalban alkalmazottként dolgozott, Botosánban a törvényszéken és a városházán.

### Főiskolai és egyetemi évek
1866-ban kezdődött irodalmi pályája: Iosif Vulcan lapja, a nagyváradi Familia közölte De-aș avea című versét. Iosif Vulcan változtatta meg a költő nevét Mihai Eminoviciról, Mihai Eminescura. Ugyanebben az évben másik öt verse is megjelent a „Familia” című folyóiratban.
Januárban meghalt a román irodalom tanára Aron Pumnul. Emlékére a diákjai egy füzetet adtak ki, Lăcrămioarele învățăceilor gimnaziști (Gimnazista diákok könnyecskéi), ebben jelenik meg Eminescu La mormântul lui Aron Pumnul (Aron Pumnul sírjánál) című verse, amelyet M. Eminoviciu névvel ír alá.
1866 és 1869 között a Csernovic–Balázsfalva–Nagyszeben–Gyurgyevó–Bukarest utat járta rendszeresen. Súgó és szövegmásoló volt Iorgu Caragiale színtársulatában, majd Mihai Pascaly titkára és az ő ajánlásával a Teatrul Național (Nemzeti Színház) súgója és szövegmásolója lett, itt ismerkedett meg Ion Luca Caragialeval. Eközben folyamatosan publikált a Familia folyóiratban; verseket és drámákat ír.
1869 és 1872 között egyetemista volt, Bécsben a filozófia és jogi egyetemen. Apja havi 18 aranyat adott neki, amit Mihai nehéz szívvel fogadott el. A következőket írta egy levélben: „Ez a jellemvonásom, amelyről később néhány közlékeny rokon útján értesült, nagyon meghatotta az öregemet, mert bizonyos fokú nagylelkűséget sosem vitattam el tőle, és fényesen kárpótolni akarván lemondásomért, néhány évre idegenbe küldött. Sajnálom, hogy elfogadtam, mert így nem is neki, hanem a családnak vagyok a terhére.”
Bécsben nagyon sok román tanult, az összes regáti és osztrák–magyar tartományokból, Havasalföldről, Erdélyből, a Bánságból, Észak-Moldvából, így Eminescu sokféle román dialektust beszélő diák közé került, akiknek többsége paraszt származású volt. Itt barátkozott össze Ioan Slavici-csal és Veronica Miclevel. Az egyetemen közölt adat szerint kezdetben Alsergrundban, a Porzellangasse 9. szám alatt, kollégái azonban úgy emlékeztek vissza, hogy rendszerint a Landstrasse negyedben lakott, ahol sok román volt.
Az egyetemre, érettségi bizonyítvány hiányában mint ausserordentlicher Hörer, vagyis mint auditor, azaz rendkívüli hallgató iratkozik be azzal a joggal, hogy az óralátogatást bejegyezheti az Index lectionumba, de nincs joga vizsgát tenni. Gyakorlati kötelezettségek híján Eminescu szabadon látogathatja az előadásokat, s az iratok szerint csak három félévre iratkozott be, mégpedig az 1869-70. téli, 1871-72. téli és az 1872. nyári szemeszterre. A szüleitől kapott pénzt az előző hónap alatt felgyűlt adósságok törlesztésére használta fel, költségei messze meghaladták jövedelmét: zálogházba tette ruháit, pincérek jóvoltából étkezett, kölcsönkért barátaitól. Amikor pénzt kapott a szüleitől, kávéra, dohányra, szeszre, könyvekre költötte, s színházba, kávéházakba járt.
Bécsi tartózkodása alatt kezdte el közreműködését a Convorbiri literare-ban. Újságíróként a budapesti Albina újságban jelentkezett először, ekkortájt betegedett meg.
1872 és 1874 között Berlinben tanult a Junimea ösztöndíja segítségével. Filozófiából szeretett volna doktorátust szerezni, de végül nem jelent meg a vizsgákon.

### Visszatérés Romániába
Visszatérve Romániába Jászvásárban élt 1874–1877 között. A Központi Könyvtár igazgatójaként és tanáraként dolgozott. Szerkesztette a Curierul de Iași című újságot. Továbbra is publikált a Convorbiri literareban. Barátságot kötött Ion Creangă-val. Súlyos anyagi gondokkal küzdött; a családjában tragédiák sorozata vette kezdetét: meghalt több testvére és az édesanyja. Később szerelmes lett Veronica Micléba.
1877-ben Bukarestbe költözött, és itt is maradt 1883-ig. Szerkesztőként dolgozott a Timpul újságnál, majd 1880-ban főszerkesztő lett. Ekkortájt születnek olyan ismert verssorozatai, mint a Scrisorile (Levelek) és a Luceafărul (Az esthajnalcsillag).
1883 júniusában nagyon megbetegedett és Bécsbe utazott. Itt jelent meg egyetlen, még életében kiadott verseskötete Versek címen.
1883 és 1889 között sokat betegeskedett és nem nagyon írt.
1889. június 15-én hajnali 3-kor meghalt. Koporsóját diákjai a vállukra emelve vitték a temetőig.

## Ma
Eminescu az egyik legmegbecsültebb román személy, szobrok és az 500 lejes őrzi emlékét.

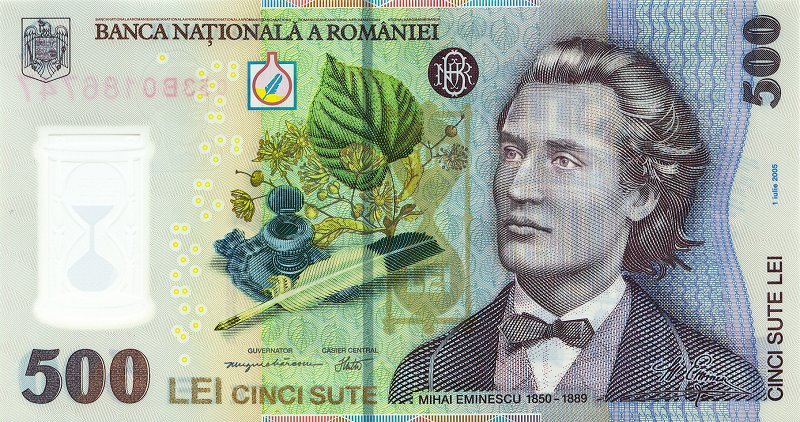
Képe az 500 lejesen

Eminescuról krátert neveztek el a Merkúr bolygón.

## Magyarul
- Mihail Eminescu összes költeményei; ford. Kibédi Sándor, bev. Győri Illés István; Fraternitas, Cluj-Kolozsvár, 1934 (Új erdélyi könyvek)
- Eminescu költeményeiből; ford. Finta Gerő; Minerva, Kolozsvár, 1939
- A gondolat virágai. Szonettek / Flori de ganduri. Sonete; Mihai Eminescu et. al., ford. Molnár Sándor, Gheorghe V. Haiduc; Concordia, Arad, 1946
- Eminescu válogatott versei; szerk. Gáldi László, Kéki Béla, bev. Jékely Zoltán; Officina, Budapest, 1947 (Officina könyvtár)
- Eminescu válogatott versei; ford. Lajta Géza et al., bev. Mihail Beniuc, utószó Avram P. Tódor; kétnyelvű kiad.; Révai, Budapest, 1950
- Bolond Kalin; ford. Jékely Zoltán; Ifjúsági, Budapest, 1953
- Jó éjszakát!; ford. Dsida Jenő; Ifjúsági, Bukarest, 1954
- Költemények; szerk. Kacsó Sándor, ford. Áprily Lajos et al.; Irodalmi és Művészeti, Bukarest, 1955 (Román klasszikusok)
- Költemények; vál., bev. Kakassy Endre, ford. Áprily Lajos et al.; Ifjúsági, Bukarest, 1961 (Tanulók könyvtára)
- Poezii / Költemények; ford. Franyó Zoltán; Ed. Pentru Literatura, Bucuresti, 1961 (Kétnyelvű könyvek)
- Versek; előszó Mihail Sadoveanu, ford. Franyó Zoltán, Szemlér Ferenc, Székely János; Ifjúsági, Bukarest, 1962
- Könnycsepp királyfi; ford. Nagy Géza; Ifjúsági, Bukarest, 1963
- Eminescu költeményei; szerk., bev. Kacsó Sándor; Irodalmi, Bukarest, 1966
- Mihai Eminescu válogatott művei; szerk., bev. Köpeczi Béla, ford. Áprily Lajos et al., jegyz. Gádli László; Európa, Budapest, 1967
- Eminescu legszebb versei; ford. Franyó Zoltán, bev. Gáldi László; Ifjúsági, Bukarest, 1968
- Mesék; ford. Fényi István et al; Creanga, Bukarest, 1972 (Minden gyermek könyve)
- Versek; ford. Franyó Zoltán; Eminescu, Bukarest, 1973
- Kék virág. költemények; vál., bev., függelék összeáll. Kakassy Endre, ford. Franyó Zoltán et al.; Dacia, Kolozsvár, 1973 (Tanulók könyvtára)
- Mihai Eminescu versei; vál. Köpeczi Béla, ford. Áprily Lajos et al.; Európa, Budapest, 1974 (Lyra mundi)
- Szegény Dionis. Prózai írások; ford. Szamosi István, Jékely Zoltán; Kriterion, Bukarest, 1975
- Mesék; ford. Fényi István et al., George Munteanu, előszóford. Nagy Géza; Creanga, Bukarest, 1980 (Minden gyermek könyve)
- Eminescu költeményei; szerk. Botár Emma; Kriterion, Bukarest, 1984
- Ó, jössz-e már?; ford. Képes Géza; s.n., s.l., 1988
- Mesék; ford. Fényi István et al., előszó Tóth V. Mária; Creanga, Bucureşti, 1989
- Az estcsillag; ford. Ráduly János; Erdélyi Gondolat, Székelyudvarhely, 1993
- Lőrinczi László: Szezám hét költőhöz. Műfordítások Mihai Eminescu, Tudor Arghezi, Federico Garcia-Lorca, Bertolt Brecht, Giuseppe Ungaretti, Salvatore Quasimodo és Cesare Pavese verseiből; közrem. Bántó Anikó, Bántó István; Arvin Press, Bucureşti, 2003
- Mihai Eminescu–Nichita Stănescu: Varázsének Versek; ford. Ráduly János; Erdélyi Gondolat–Erdélyi Pegazus, Székelyudvarhely, 2019

## Legismertebb versei
- Doina
- Lacul (A tó)
- Luceafărul (Esthajnalcsillag)
- Floare albastră (Kék virág)
- Dorința (Vágy)
- Seara pe deal (Este a dombon)
- O, rămâi (Ó, maradj)
- Epigonii (Epigonok)
- Scrisori (Levelek)
- Și dacă (Kint megremeg a nyárfaág)
- Odă (în metru antic) (Óda (antik mértékben))
- Mai am un singur dor (Csak egy vágyam maradt)
- Împărat și proletar (Császár és proletár)
- Înger și demon (Angyal és démon)
- Atât de fragedă (Annyira törékeny)

## Szakirodalom
- George Călinescu: Mihai Eminescu élete; Irodalmi Könyvkiadó, Bukarest, 1966
- Kakassy Endre: A fiatal Eminescu; Állami Irodalmi és Művészeti Kiadó, Bukarest, 1959
- A román irodalom kis tükre (II. kötet); Irodalmi Könyvkiadó, Bukarest, 1962